# Chemisch zwarten
Chemisch zwarten of bruneren is een conversie-oppervlaktebehandelingproces voor ferrometalen.

## Kenmerk
Het kenmerk van het chemisch zwarten is dat er een chemische omzetting (conversie) van het oppervlak plaatsvindt. Hierdoor ontstaat er bijna geen maatverandering van het te behandelen product.

## Proces
Door het dompelen in een warm (140-145°C) alkalisch bad ontstaat in en op het oppervlak een chemische reactie. Dit resulteert in een uniform diep zwart uiterlijk met een beperkte corrosiebestendigheid.
Het alkalisch bad bestaat uit een mengsel van zouten (natriumhydroxide, natriumnitraat, nitraat, oppervlakte-actieve stoffen en stabilisatoren).
Na het zwarten worden de onderdelen meestal extra geconserveerd met een olie of een was om een betere corrosiewering te waarborgen.

## Voordeel
Het voordeel van het chemisch zwarten is dat het milieuvriendelijk en goedkoop is.

## Nadeel
Omdat het dompelproces bij een hoge temperatuur plaatsvindt, dienen er veiligheidsmaatregelen genomen worden (stoomvorming en hete vloeistof).
Doordat de conversielaag vrij dun is, 4-5  micrometer, is de corrosiebestendigheid zeer beperkt.

## Toepassing
Voorbeelden van toepassingen van het chemisch zwarten zijn bevestigingsmaterialen en machineonderdelen.